# Joan Bennett (actrice)
Pour les articles homonymes, voir Joan Bennett et Bennett.

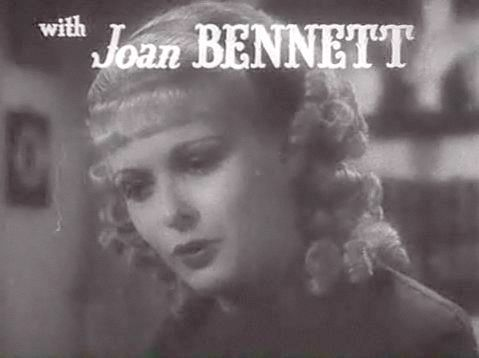
Les Quatre Filles du docteur March (1933)

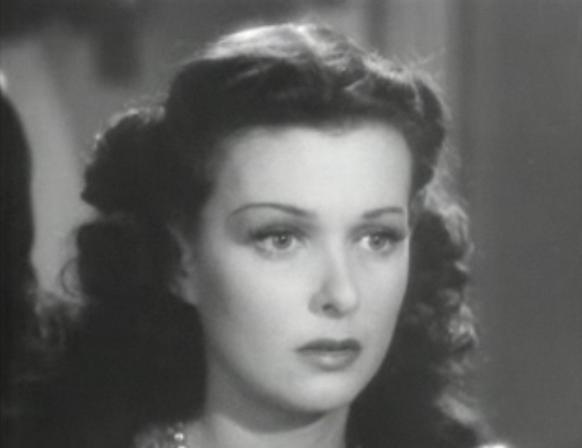
Le Fils de Monte-Cristo (1940)

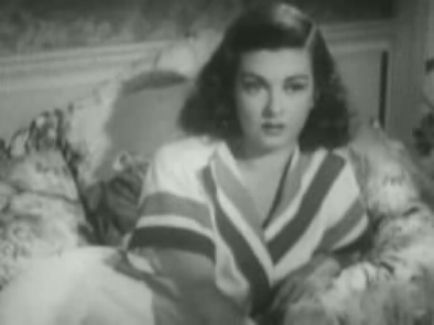
La Rue rouge (1945)

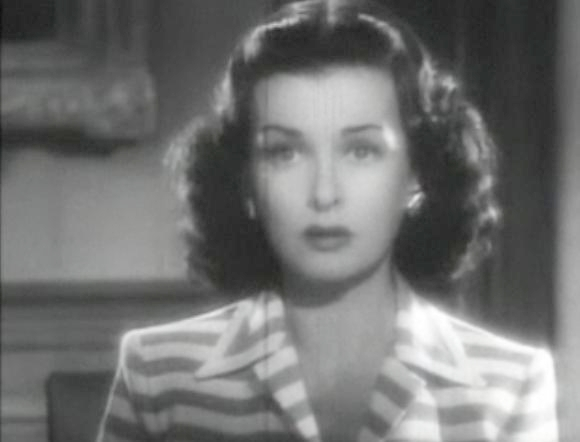
Le Balafré (1948)

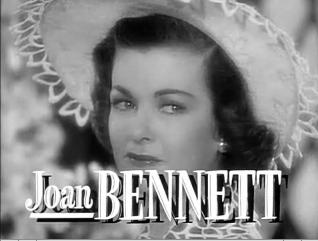
Allons donc, papa ! (1951)

Joan Bennett est une actrice et productrice américaine, née le 27 février 1910 à Palisades (New Jersey) et morte d’une crise cardiaque le 7 décembre 1990 à Scarsdale (New York).

## Biographie
Joan Bennett est la fille des acteurs Richard Bennett et Adrienne Morrison, et la sœur cadette des actrices Barbara et Constance Bennett. Si Constance est devenue une grande star, Louise Brooks, une familière de l'illustre famille, a raconté le destin tragique de Barbara dans Louise Brooks par Louise Brooks (Ramsay).
Jeune première blonde dans les années trente, notamment dirigée par Raoul Walsh, Frank Borzage ou George Cukor à l'occasion, dans des comédies et des films d'aventures, Joan Bennett s'impose au cours de la décennie suivante en héroïne brune de films noirs, avec La Femme aux cigarettes blondes de Tay Garnett. Grâce ensuite aux réalisateurs Jean Renoir, Max Ophüls, Otto Preminger et surtout Fritz Lang, qui en fait une de ses actrices favorites (La Femme au portrait, La Rue rouge), et sous l'influence de son mari le producteur Walter Wanger, Joan Bennett entre dans le panthéon du genre aux côtés de Barbara Stanwyck, Lana Turner ou Ava Gardner. Elle a les partenaires les plus brillants : après John Barrymore, Charles Farrell, Cary Grant et Bing Crosby dès les années trente, au sommet de sa gloire elle tient la vedette féminine dans des drames, des comédies, voire des films musicaux, face à Henry Fonda, Edward G. Robinson, Gregory Peck, Michael Redgrave, James Mason, retrouvant George Raft et Spencer Tracy. À l'époque, Joan Bennett et Walter Wanger briguent les trônes de Hollywood. 
Pendant la Deuxième guerre, avec d’autres stars du cinéma elle participe en 1942 au Hollywood Victory Caravan, une tournée en train de deux semaines à travers les États-Unis, destinée à récolter des fonds pour le soutien à l'effort de guerre.
Dès 1950 cependant, l'actrice est reléguée aux seconds rôles, jouant la mère d'Elizabeth Taylor (et épouse de Tracy) ou la rivale malheureuse de Barbara Stanwyck chez Vincente Minnelli et Douglas Sirk. 
En 1951, la spectaculaire trajectoire de Wanger s'achève lorsque celui-ci tire sur l'agent de Joan Bennett en présence de celle-ci, alors qu'ils sortent de chez Marlon Brando, sur un parking à Beverly Hills (Walter Wanger, Hollywood Independent de Matthew Bernstein, University of California Press, 1994). Le fait divers retentissant a une incidence fâcheuse sur la carrière de Joan.
Dès 1951, elle tourne davantage pour la télévision, dans des épisodes de séries, avec des partenaires comme John Forsythe, Melvyn Douglas, Linda Darnell, Buster Keaton et Zasu Pitts, Jackie Coogan, Don Ameche, Arlene Dahl, dirigée par John Frankenheimer ou dans des sujets du romancier William Somerset Maugham. En plus d'être une grande actrice du cinéma américain, Joan Bennett est devenue très populaire à la télévision en interprétant le rôle principal dans Dark Shadows, une série fantastique de Dan Curtis, diffusée de 1966 à 1971. 
Joan Bennett se retire du grand écran après Suspiria (1977) - un classique du cinéma horrifique - et du petit écran, trois téléfilms plus tard (dont le dernier avec Tom Selleck et Jane Curtin).

## Filmographie partielle

### Longs métrages
- 1916 : The Valley of Decision de Rae Berger (en)
- 1923 : La Ville éternelle (The Eternal City) de George Fitzmaurice
- 1928 : Power de Howard Higgin : Une dame
- 1929 : Bulldog Drummond de F. Richard Jones : Phyllis
- 1929 : Three Live Ghosts (en) de Thornton Freeland : Rose Gordon
- 1929 : Disraeli d'Alfred E. Green : Clarissa
- 1929 : La Dame de cœur (The Mississippi Gambler) de Reginald Barker : Lucy Blackburn
- 1930 : Vertige (Puttin' on the Ritz) d'Edward Sloman : Dolores Fenton
- 1930 : Crazy That Way de Hamilton MacFadden : Ann Jordan
- 1930 : Moby Dick (Moby Dick) de Lloyd Bacon : Faith
- 1930 : Maybe It's Love (en) de William A. Wellman : Nan
- 1930 : Scotland Yard de William K. Howard : Xandra
- 1931 : Many a Slip (en) de Vin Moore : Pat Coster
- 1931 : Doctors' Wives de Frank Borzage : Nina Wyndram Penning
- 1931 : Hush Money  de Sidney Lanfield : Joan Gordon
- 1932 : She Wanted a Millionaire de John G. Blystone : Jane Miller
- 1932 : Careless Lady de Kenneth MacKenna : Sally Brown
- 1932 : The Trial of Vivienne Ware (en) de William K. Howard : Vivienne Ware
- 1932 : Week Ends Only d'Alan Crosland : Venetia Carr
- 1932 : Wild Girl de Raoul Walsh : Salomy Jane
- 1932 : Me and My Gal de Raoul Walsh : Helen Riley
- 1933 : Arizona to Broadway de James Tinling : Lynn Martin
- 1933 : Les Quatre Filles du docteur March (Little women) de George Cukor : Amy March
- 1934 : The Pursuit of Happiness d'Alexander Hall : Prudence Kirkland
- 1934 : The Man Who Reclaimed His Head d'Edward Ludwig : Adele Verin
- 1935 : Mondes privés (Private worlds) de Gregory LaCava : Sally McGregor
- 1935 : Mississippi de Wesley Ruggles et Edward Sutherland : Lucy
- 1935 : Two for Tonight de Frank Tuttle : Bobbie Lockwood
- 1935 : Gosse de riche (She Couldn't Take It) de Tay Garnett : Carol Van Dyke
- 1935 : L'Homme qui fait sauter la banque (The Man Who Broke the Bank at Monte Carlo) de Stephen Roberts : Helen Berkeley
- 1936 : Empreintes digitales (Big Brown Eyes) de Raoul Walsh : Eve Fallon
- 1936 : Treize Heures dans l'air (Thirteen Hours by Air) de Mitchell Leisen : Felice Rollins
- 1936 : Le Billet fatal (Two in a Crowd) d'Alfred E. Green : Julia Wayne
- 1936 : Bonne Blague (Wedding Present) de Richard Wallace : Monica Fleming
- 1937 : Vogues 1938 (Vogues of 1938) d'Irving Cummings : Monica Van Klettering
- 1938 : J'ai retrouvé mes amours (I Met My Love Again) de Joshua Logan : Julie
- 1938 : La Ruée sauvage (The Texans) de James Patrick Hogan : Ivy Preston
- 1938 : Les Américains à Paris (Artists and Models Abroad) de Mitchell Leisen : Patricia Harper
- 1938 : La Femme aux cigarettes blondes (Trade Winds) de Tay Garnett : Kay Kerrigan
- 1939 : L'Homme au masque de fer (The Man in the Iron Mask) de James Whale : Princesse Marie Thérèse
- 1939 : Le Roi des reporters (The Housekeeper's Daughter) de Hal Roach : Hilda
- 1940 : L’Enfer vert (Green Hell) de James Whale : Stéphanie Richardson
- 1940 : Destins dans la nuit (The House Across the Bay) d'Archie Mayo : Brenda Bentley
- 1940 : The Man I Married d'Irving Pichel : Carol Hoffman
- 1940 : Le Fils de Monte-Cristo (The Son of Monte Cristo) de Rowland V. Lee: Grande Duchesse Zona de Lichtenburg
- 1941 : She Knew All the Answers de Richard Wallace : Gloria Winters
- 1941 : Chasse à l'homme (Man hunt) de Fritz Lang : Jerry Stokes
- 1941 : L'Appel du Nord (Wild Geese Calling), de John Brahm : Sally Murdock
- 1941 : Confirm or Deny d'Archie Mayo : Jennifer Carson
- 1942 : The Wife Takes a Flyer (it) de Richard Wallace : Anita Woverman
- 1942 : Twin Beds (en) de Tim Whelan : Julie Abbott
- 1942 : Girl Trouble de Harold D. Schuster : June Delaney
- 1943 : Margin for Error d'Otto Preminger : Sophia Baumer
- 1944 : La Femme au portrait (The Woman in the Window) de Fritz Lang : Alice Reed
- 1945 : La Grande Dame et le Mauvais Garçon (Nob Hill) de Henry Hathaway : Harriet Carruthers
- 1945 : La Rue rouge (Scarlet Street) de Fritz Lang : Katharine March
- 1946 : Colonel Effingham's Raid  de Irving Pichel : Ella Sue Dozier
- 1947 : L'Affaire Macomber (The Macomber affair) de Zoltan Korda : Margaret Macomber
- 1947 : La Femme sur la plage (The Woman on the Beach) de Jean Renoir : Peggy
- 1948 : Le Secret derrière la porte (The Secret Beyond the Door) de Fritz Lang : Celia Lamphere
- 1948 : Le Balafré (Hollow Triumph) de Steve Sekely : Evelyn Hahn
- 1949 : Les Désemparés (The Reckless moment) de Max Ophüls : Lucia Harper
- 1950 : Le Père de la mariée (Father of the Bride) de Vincente Minnelli : Ellie Banks
- 1950 : On va se faire sonner les cloches (For Heaven's Sake) de George Seaton : Lydia Bolton
- 1951 : Allons donc, papa ! (Father's Little Dividend) de Vincente Minnelli : Ellie Banks
- 1951 : The Guy Who Came Back de Joseph M. Newman : Kathy Joplin
- 1954 : La Tueuse de Las Vegas (Highway Dragnet) de Nathan Juran : Mme Cummings
- 1955 : La Cuisine des anges (We're no Angels) de Michael Curtiz : Amelie Ducotel
- 1956 : Demain est un autre jour (There's Always Tomorrow) de Douglas Sirk : Marion Groves
- 1956 : Navy Wife d'Edward Bernds : Peg Blain
- 1960 : Desire in the Dust de William F. Claxton : Mme Marquand
- 1970 : La Fiancée du vampire (House of Dark Shadows) de Dan Curtis : Elizabeth Collins Stoddard
- 1977 : Suspiria de Dario Argento : Madame Blanc

### Téléfilms
- 1972 : Gidget Gets Married (en) d'E. W. Swackhamer : Claire Ramsey
- 1972 : The Eyes of Charles Sand de[Qui ?] : Tante Alexandra
- 1978 : Suddenly, Love de Stuart Margolin[Qui ?] : Mme Graham
- 1981 : La Maison maudite (This House Possessed) de William Wiard : Rag Lady
- 1982 : Divorce Wars: A Love Story de Donald Wrye : Adele Burgess

### Séries télévisées
- 1954 : General Electric Theater : Bettina Blane
- 1954 : The Best of Broadway : Lorraine Sheldon
- 1955 : Climax! : Honora
- 1955-1956 : The Ford Television Theatre (en) : Marcia Manners / Marion
- 1957 : Playhouse 90 : Vickie Maxwell
- 1957 : The Dupont Show of the Month : Grace Graves
- 1959 : Too Young to Go Steady : Mary Blake
- 1964 : Mr. Broadway : Mme Kelsey
- 1965 : L'Homme à la Rolls (Burke's Law) : Denise Mitchell
- 1966-1971 : Dark Shadows : Elizabeth Collins Stoddard / Judith Collins / Naomi Collins / Flora Collins
- 1970 : The Governor & J.J. (en) : Joan Darlene Delaney
- 1972 : Dr. Simon Locke : Cortessa